# Martinvelle
Martinvelle ist eine französische Gemeinde mit 126 Einwohnern (Stand: 1. Januar 2022) und einer Fläche von 24,73 Quadratkilometern im Département Vosges in der Region Grand Est. Sie gehört zum Arrondissement Neufchâteau und zum Kanton Darney. Die Bewohner werden Martinvillois und Martinvilloises genannt.

## Geografie

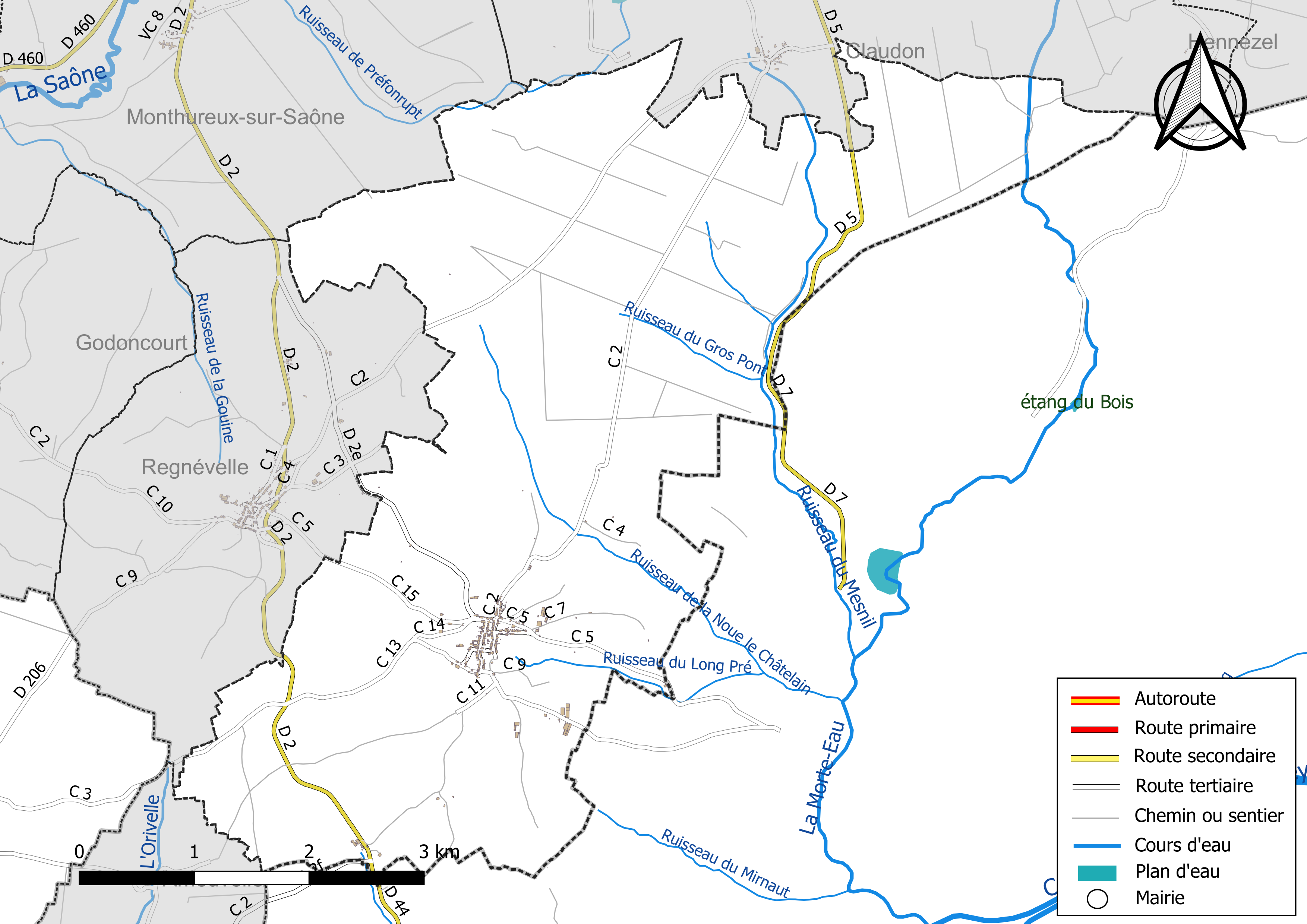
Gewässer und Straßen der Gemeinde

Martinvelle liegt in der Région naturelle Vosges saônoises etwa 26 Kilometer südlich von Vittel und etwa 42 Kilometer südsüdwestlich von Épinal am Rande der Monts Faucilles. Die Gemeinde liegt auf einer Höhe von 336 m und grenzt im Osten und Süden an das Département Haute-Saône. Martinvelle liegt im Einzugsgebiet der Saône und wird durch das Flüsschen Morte-Eau, den Ruisseau du Mesnil, den Ruisseau de la Courbe Saule, den Ruisseau de la Noue le Châtelain, den Ruisseau de Préfonrupt, den Ruisseau du Gros Pont, den Ruisseau du Long Pré und den Ruisseau du Petit Pont entwässert. Das nördliche Gemeindegebiet wird von einem Teil des Forêt de Darney bedeckt.
Umgeben wird Martinvelle von den Nachbargemeinden Claudon im Norden, Passavant-la-Rochère (Haute-Saône) im Osten, Vougécourt (Haute-Saône) im Süden, Ameuvelle im Südwesten, Regnévelle im Westen sowie Monthureux-sur-Saône im Nordwesten.

## Bevölkerungsentwicklung
| Jahr      | 1962 | 1968 | 1975 | 1982 | 1990 | 1999 | 2008 | 2019 |
| Einwohner | 228  | 209  | 196  | 176  | 168  | 135  | 128  | 131  |

## Sehenswürdigkeiten
- Die Kirche Saint-Pierre-aux-Liens besitzt Ursprünge aus dem 12. Jahrhundert. Ihr Haupteingang ist seit 1913 als Monument historique klassifiziert, die restliche Kirche seit 1926 eingeschrieben. Die Kirche birgt zahlreiche Ausstattungsgegenstände, die in der Base Palissy gelistet sind, darunter eine große Anzahl, die als Monument historique der beweglichen Objekte klassifiziert sind.
- Kapelle Saint-Roch
- Schloss Martinvelle aus dem 17. Jahrhundert
- Brunnen
- Ein Waschhaus (Lavoir), ein Waschplatz

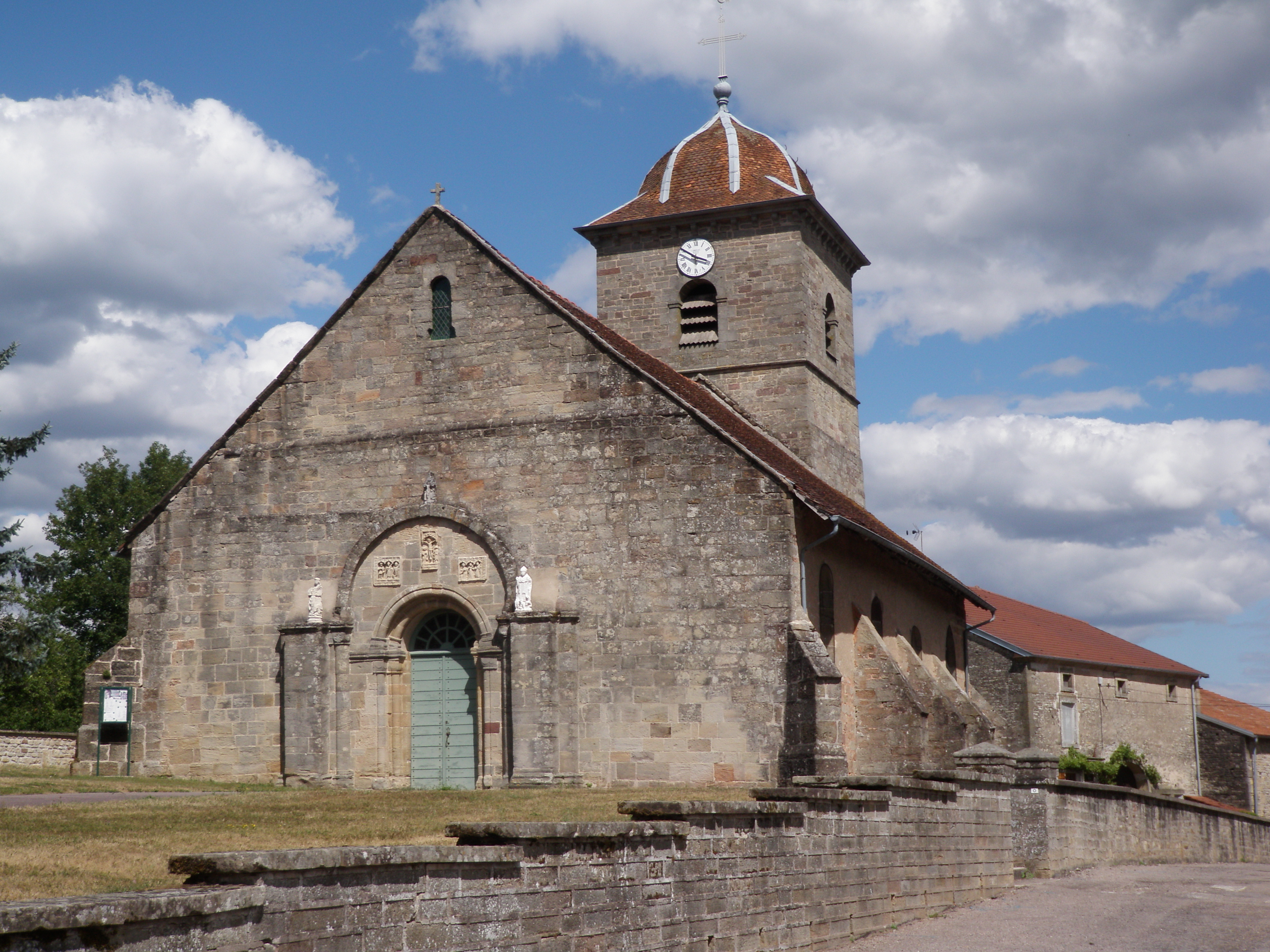
Kirche Saint-Pierre-aux-Liens
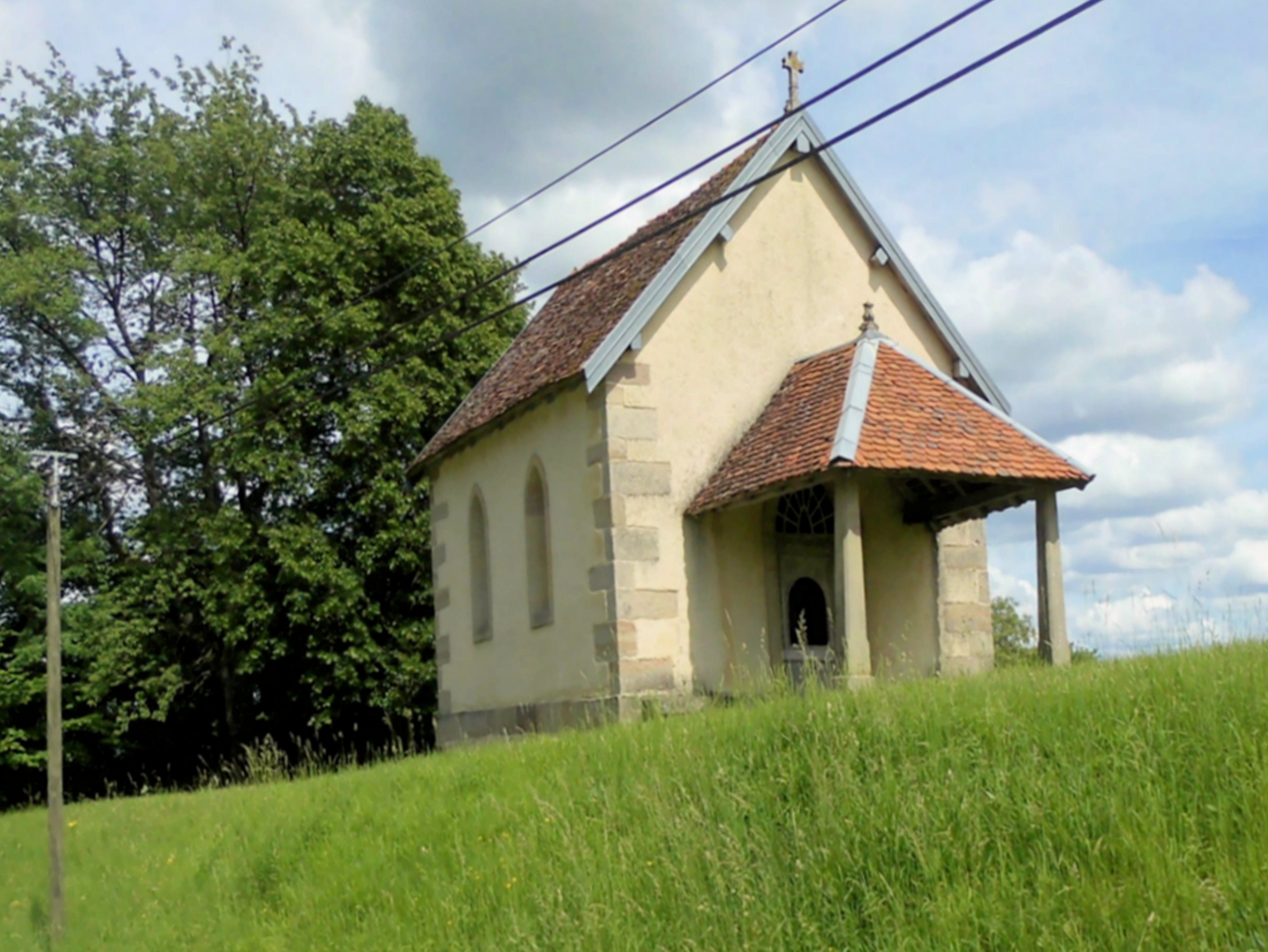
Kapelle Saint-Roch
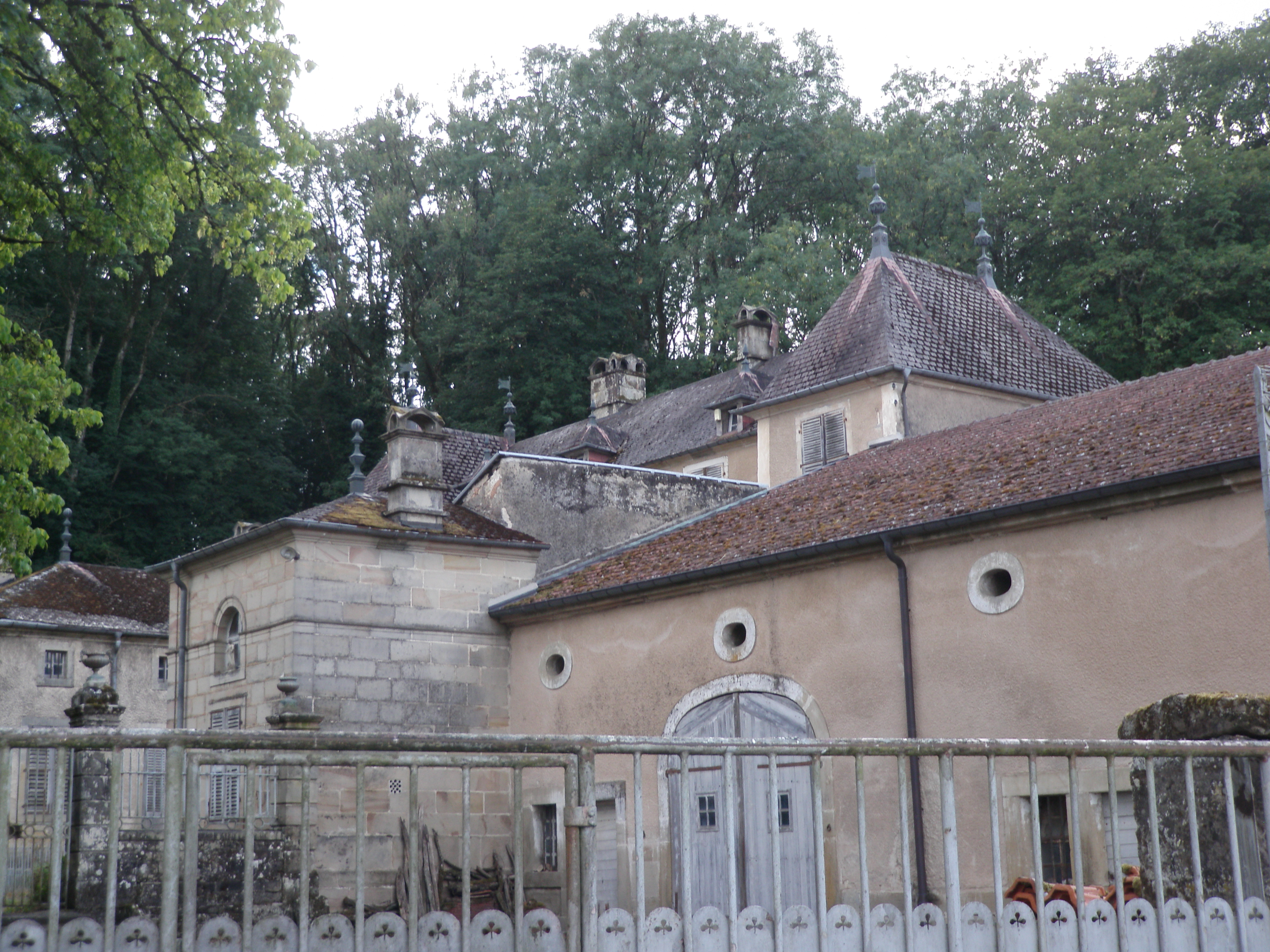
Schloss Martinvelle
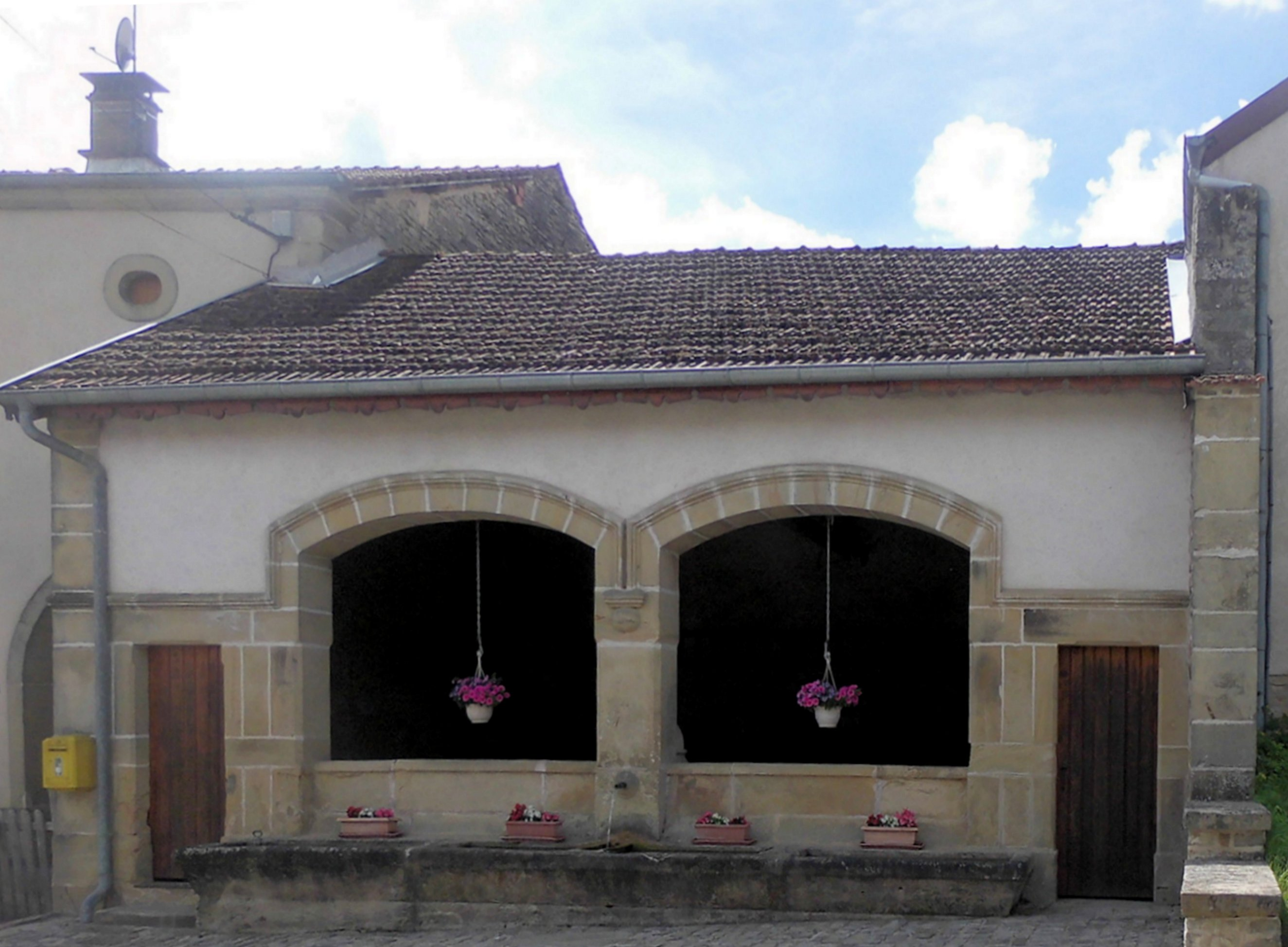
Lavoir